# 吳高梓
吴高梓（1904年—1993年），曾用名荫云，男，福建福州人，中国基督教人物。他作为上海的卫理公会牧师成为了1950年《三自宣言》的40名发起人之一。

## 生平
吴高梓出生在福建省会福州，1928年获得燕京大学文学士学位。1930年，吴高梓进行过福州疍民调查，考证多种疍民源流传说。1934年获得美国南加州大学社会学硕士学位。回国后担任福州鹤龄英华中学校务主任。
1939年，吴高梓任中华全国基督教协进会干事和中华基督教教育协会干事。1941年任中华全国基督教协进会副总干事，次年又升任总干事。1948年被卫理公会按立为牧师。
吴高梓亦曾担任中华基督教会旅沪闽人堂的义务牧师。旅沪闽人堂是旅沪福州籍基督徒自设的闽语礼拜堂，借南苏州路107号新天安堂礼拜。
1950年，吴高梓成为《三自宣言》的40名发起人之一。1950年12月20日，在上海基督教抗美援朝爱国行动大会上，根据吴高梓的提议，成立了“上海基督教团体抗美援朝委员会” 。从1950年起，吴高梓开始担任中华全国基督教协进会会长和中华基督教卫理公会中央议会总干事，这2个职务分别到1955年和1958年结束。1951年，吴高梓也积极参与控诉运动。
1980年中国基督教协会成立后，吴高梓曾当选过第一届（1980年）及第二届（1986年）副会长，1992年起担任中国基督教两会顾问，1993年逝世。